# Итоговый турнир WTA 2010
Итоговый чемпионат тура Женской теннисной ассоциации 2010 (англ. WTA Championships - Doha 2010) — турнир сильнейших теннисисток, завершающий сезон WTA. В 2010 году проходит 40-е по счёту соревнование для одиночных игроков и 35-е для парных. Традиционно турнир проводится поздней осенью — в этом году с 26 по 31 октября на кортах Khalifa International Tennis Complex в столице Катара городе Доха, которая принимает его третий год подряд.
Прошлогодние победители:
- одиночки —  Серена Уильямс (Снялась с турнира)
- пары —  Нурия Льягостера Вивес /  Мария Хосе Мартинес Санчес (Не отобрались)

## Квалификация
Квалификация на этот турнир происходит по итогам чемпионской гонки WTA.
- Подробнее об отборе и участницах, прошедших отбор.

### Одиночный турнир
Золотистым цветом выделены теннисистки, отобравшиеся в Дохе. 
 Серебристым - запасные на турнире в Дохе.  
Отдельно выделены игроки досрочно завершившие тот сезон. 
| Рейтинг Чемпионской гонки 2010 года. | Рейтинг Чемпионской гонки 2010 года. | Рейтинг Чемпионской гонки 2010 года. | Рейтинг Чемпионской гонки 2010 года. |
| #                                    | Теннисистка                          | Очки                                 | Турниры                              |
| ------------------------------------ | ------------------------------------ | ------------------------------------ | ------------------------------------ |
| 1                                    | Каролина Возняцки                    | 7270                                 | 21                                   |
| 2                                    | Вера Звонарёва                       | 6096                                 | 18                                   |
| 3                                    | Серена Уильямс                       | 5355                                 | 12 (6)                               |
| 4                                    | Ким Клейстерс                        | 5295                                 | 13 (10)                              |
| 5                                    | Винус Уильямс                        | 4985                                 | 14 (9)                               |
| 6                                    | Франческа Скьявоне                   | 4595                                 | 21                                   |
| 7                                    | Саманта Стосур                       | 4572                                 | 18                                   |
| 8                                    | Елена Янкович                        | 4236                                 | 20                                   |
| 9                                    | Елена Дементьева                     | 4085                                 | 20 (19)                              |
| 10                                   | Виктория Азаренко                    | 3935                                 | 20                                   |
| 11                                   | Ли На                                | 3540                                 | 20                                   |
| 12                                   | Жюстин Энен                          | 3415                                 | 11 (9)                               |
| 13                                   | Шахар Пеер                           | 3365                                 | 21                                   |

* - Все обязательные турниры в рейтинге учитываются как сыгранные.
* - В скобках указано фактическое количество сыгранных турниров (неофициальные данные).
В число участников одиночного турнира помимо 8 игроков основной сетки включают также двоих запасных.

### Парный турнир
| Рейтинг Чемпионской гонки 2010 года. | Рейтинг Чемпионской гонки 2010 года. | Рейтинг Чемпионской гонки 2010 года. | Рейтинг Чемпионской гонки 2010 года. |
| #                                    | Команда                              | Очки                                 | Турниры                              |
| ------------------------------------ | ------------------------------------ | ------------------------------------ | ------------------------------------ |
| 1                                    | Хисела Дулко Флавия Пеннетта         | 8581                                 | 16                                   |
| 2                                    | Квета Пешке Катарина Среботник       | 6596                                 | 17                                   |
| 3                                    | Серена Уильямс Винус Уильямс         | 5500                                 | 4                                    |
| 4                                    | Лиза Реймонд Ренне Стаббз            | 5104                                 | 18                                   |
| 5                                    | Ярослава Шведова Ваня Кинг           | 4978                                 | 10                                   |

## Соревнования

### Одиночные соревнования
Ким Клейстерс обыгрывает  Каролину Возняцки со счётом 6-3, 5-7, 6-3.
- Клейстерс выигрывает 5й титул в году и 40й за карьеру.
- Клейстерс в третий раз побеждает на подобных соревнованиях.

### Парные соревнования
Хисела Дулко /  Флавия Пеннетта обыграли  Квету Пешке /  Катарину Среботник со счётом 7-5, 6-4.
- Дулко выигрывает свой 8й титул в сезоне и 16й за карьеру.
- Пеннетта выигрывает свой 7й титул в сезоне и 13й за карьеру.
- Аргентинка выигрывает парный турнир впервые с 2003 года, а для итальянок это первый в истории парный титул на подобных соревнованиях.